# Sala
För andra betydelser, se Sala (olika betydelser).
Sala är en tätort samt centralort i Sala kommun, Västmanlands län.
Större delen av Sala tätort är belägen inom landskapet Västmanland, medan området kring Norrby kyrka på östra sidan om Sagån är beläget i Uppland.
I Sala återfinns Väsby Kungsgård och Aguélimuseet och strax söder om tätorten Sala silvergruva. Mitt i centrum ligger ett kvadratiskt kullerstenstorg.

## Historia

### Vikingatiden i Salatrakten
I Sala sockenkyrkas södra vägg finns en runsten (Västmanlands runinskrifter 29) som daterats till omkring år 1100. Var stenen ursprungligen stått är okänt, men den har antagligen stått i närheten av sockenkyrkan. Inskriften lyder: Viste och Halvdan reste stenen över sin fader Holme och broder Holmfast. Livsten ristade runorna.
I samband med att Saladamm norr om kyrkan torrlades år 1901–1902 hittades fyra gravar från vikingatid. De döda, tre kvinnor och en man, var begravda i vad som verkade vara slädar eller kanoter. Gravarna var förhållandevis välbevarade och innehöll bland annat dräktspännen och spännbucklor av brons vilka har daterats till 900–1000-talet e.Kr.
I samband med sjösänkningen påträffades en mindre gravhög på gården Hovs ägor, cirka en kilometer norr om sockenkyrkan. Det rörde sig om en dubbelbrandgrav med en kvinna och en man. Förutom hästbetsel hittades också en sax av järn, nio pilspetsar och ett svärdsfäste där klingan är avbruten ungefär en decimeter under fästet. Just väster om gårdens hus finns en större fornlämningslik lämning i form av en storhög.
I Skälby, i närheten av Hov, har man bland annat hittat en yxa, glaspärlor och ett svärd. Dessa föremål har också daterats till vikingatid.

### Silvergruvan och Sala anläggs

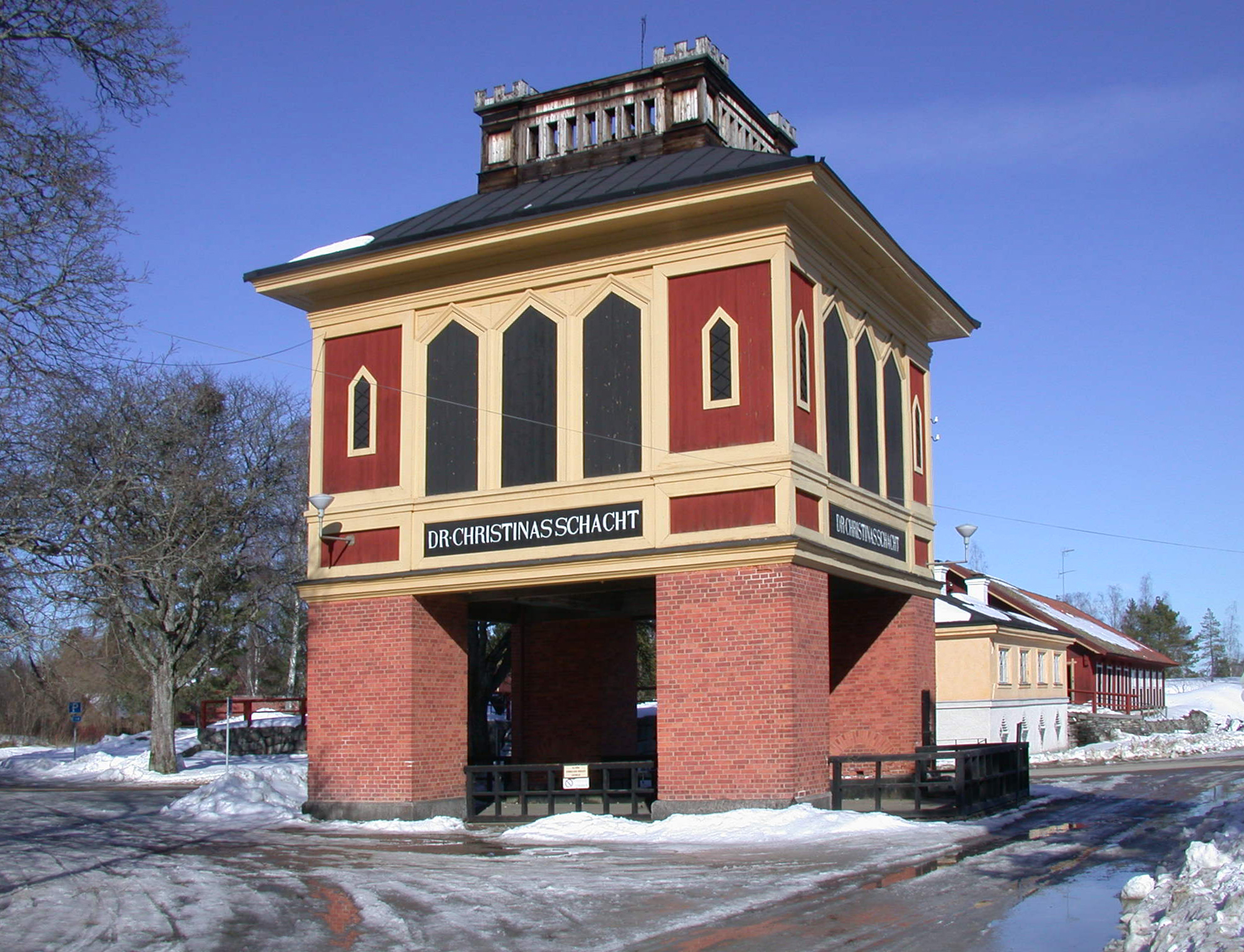
Drottning Christinas schakt vid Sala silvergruva, som idag är Salas främsta turistattraktion.

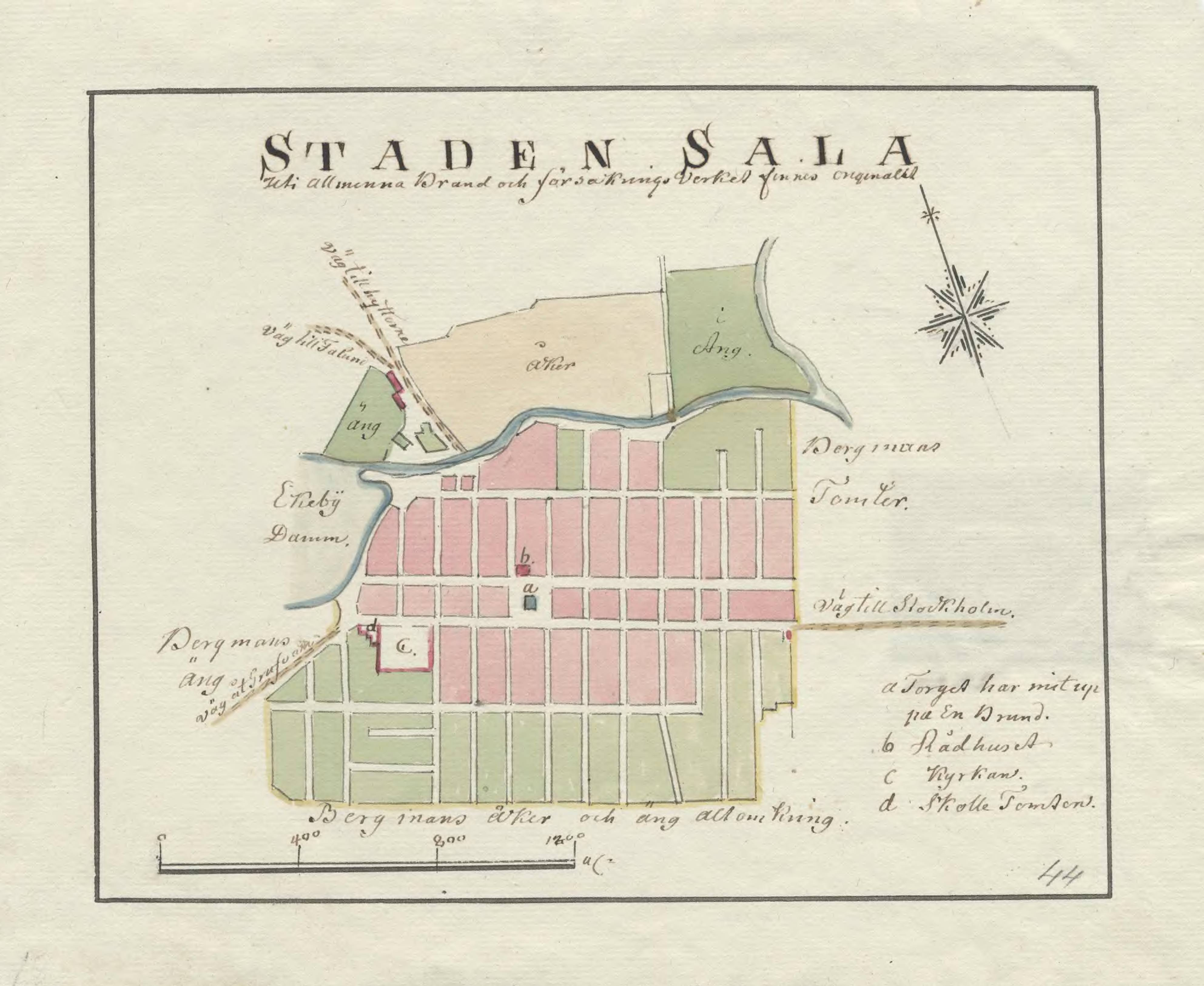
Karta över Sala från 1790-talet.

Anläggandet av Sala skedde i samband med inledningen av bergsbrytningen i Sala silvergruva. Gruvan, som ligger i Salberget, grundades under 1500-talet. Den huvudsakliga sysselsättningen i Sala har därefter varit jordbruk och bergsbruk.
Orten fick stadsprivilegier av Gustav II Adolf år 1624. I samband med erhållandet av stadsprivilegierna flyttades staden till sitt nuvarande läge. Staden har eldhärjats vid två tillfällen, år 1736 och år 1880. Efter den sista branden och anläggandet av järnvägen fick Sala en för tiden mer modern karaktär. Under peståret 1710 i Stockholm flyttade dåvarande kungafamiljen till Väsby kungsgård som finns i Sala. Väsby kungsgård har hyst kungligheter och drottningar i andra sammanhang, främst under 1600-1700-talen när de kungliga inspekterade gruvan. Sala silvergruva var under lång tid en av Sveriges viktigaste inkomstkällor. 

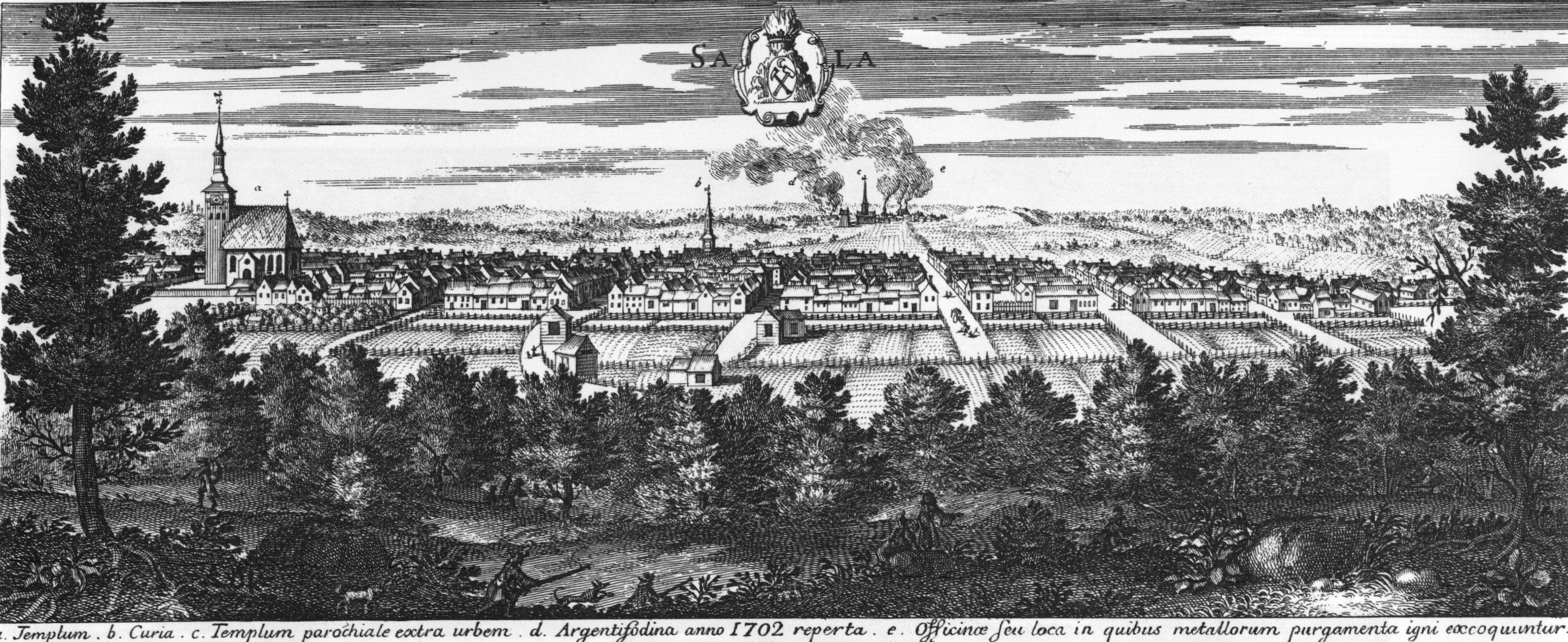
Sala omkring år 1700. Ur Suecia antiqua et hodierna

### Sala i modern tid

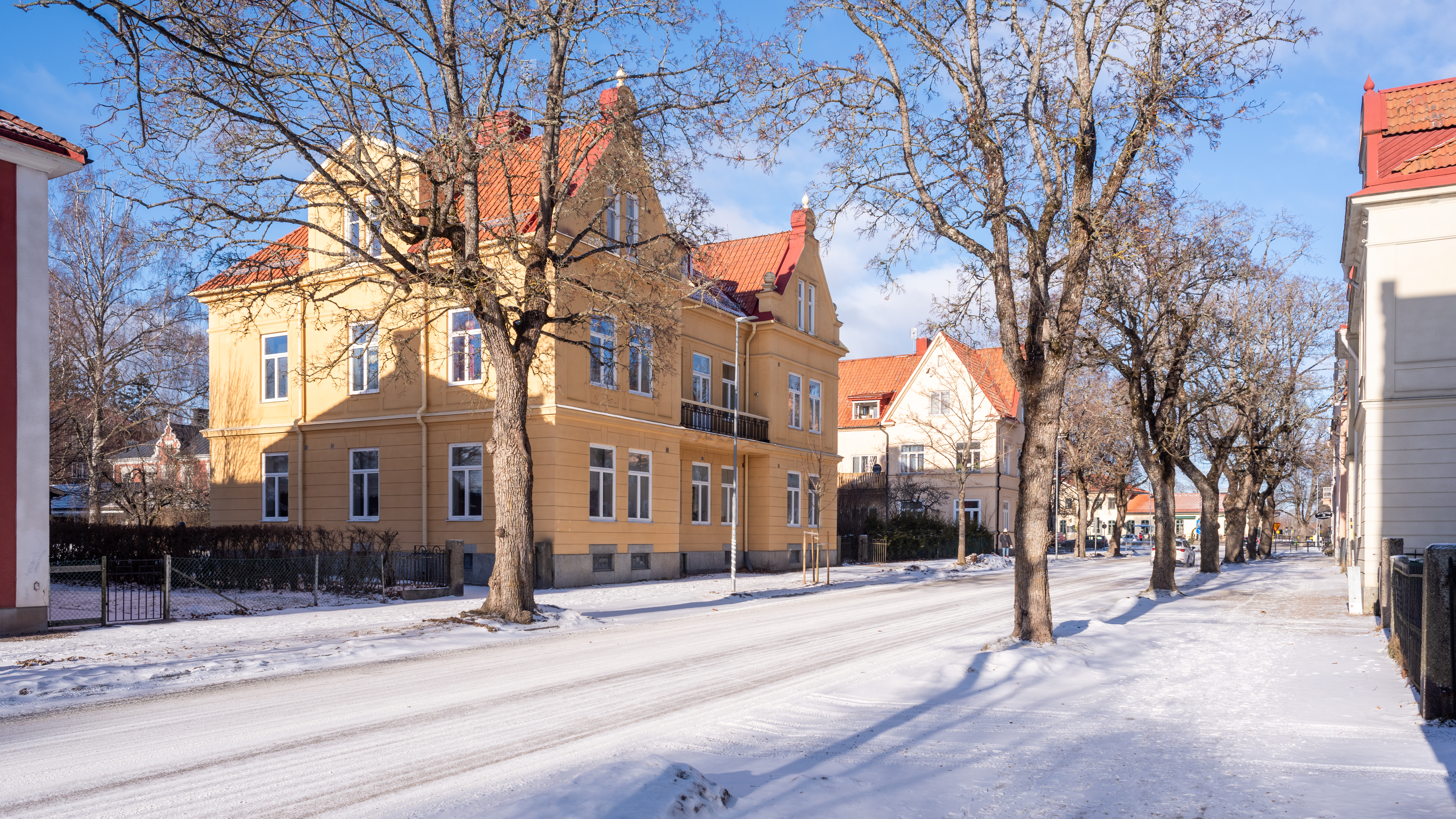
Äldre bebyggelse längs Aguéligatan.

Under 1800-talet besöktes staen av H.C. Andersen, som i sin reseskildring om Sala förundrades över var alla människor höll hus när han anlände.
Under 1800-talet ökade Salas befolkning. Invånarantalet år 1810 var 2 262, vilket sedan ökade till 3 252 år 1850. Fyrtio år senare, år 1890, hade siffran nästan fördubblats till 5 753. År 2010 bodde 12289 personer i Sala tätort.
Salaligan var en löst sammansatt grupp på fem personer från Sala i Västmanland, som under sex år på 1930-talet genomförde rån och mord. Totalt mördades fem personer.
Det var även i Sala på Ångbagarn som Owe Thörnqvist skrev sången "Dagny, kom hit och spill ...". Bageriet har fortfarande samma inredning från 1950-talet. Enligt andra källor är sången om Dagny inspirerad av en servitris på ett kafé i Uppsala.

### Administrativa tillhörigheter
Sala var ursprungligen kyrkby i Sala socken och bildade 1624 Sala stad utbruten ur socknen. Sala stad ombildades vid kommunreformen 1862 till en stadskommun. Stadskommunen utökades 1952 med den omgivande Sala socken/landskommun och uppgick 1971 i Sala kommun där Sala sedan dess är centralort.
I kyrkligt hänseende tillhörde orten före 1962 Sala stadsförsamling och därefter Sala församling.
Orten ingick till 1960 i domkretsen för Sala rådhusrätt och därefter till 1971 i Västmanlands östra domsagas tingslag. Från 1971 till 2001 ingick Sala i Sala domsaga och orten ingår sedan 2001 i Västmanlands domsaga.

### Befolkningsutveckling
| Befolkningsutvecklingen i Sala 1960–2020  | Befolkningsutvecklingen i Sala 1960–2020 | Befolkningsutvecklingen i Sala 1960–2020 | Befolkningsutvecklingen i Sala 1960–2020 | Befolkningsutvecklingen i Sala 1960–2020 |
| ----------------------------------------- | ---------------------------------------- | ---------------------------------------- | ---------------------------------------- | ---------------------------------------- |
|                                           |                                          |                                          |                                          |                                          |
| År                                        |                                          |                                          | Folkmängd                                | Areal (ha)                               |
| 1960                                      | 1960                                     |                                          | 8 822                                    |                                          |
| 1965                                      | 1965                                     |                                          | 9 919                                    |                                          |
| 1970                                      | 1970                                     |                                          | 10 476                                   |                                          |
| 1975                                      | 1975                                     |                                          | 11 216                                   |                                          |
| 1980                                      | 1980                                     |                                          | 11 759                                   |                                          |
| 1990                                      | 1990                                     |                                          | 12 286                                   | 1 079                                    |
| 1995                                      | 1995                                     |                                          | 12 469                                   | 1 092                                    |
| 2000                                      | 2000                                     |                                          | 12 118                                   | 1 093                                    |
| 2005                                      | 2005                                     |                                          | 12 059                                   | 1 095                                    |
| 2010                                      | 2010                                     |                                          | 12 289                                   | 1 101                                    |
| 2015                                      | 2015                                     |                                          | 13 087                                   | 1 166                                    |
| 2020                                      | 2020                                     |                                          | 13 779                                   | 1 077                                    |
| Anm.: Införlivade 2015 småorten Sandviken |                                          |                                          |                                          |                                          |

## Stadsbild

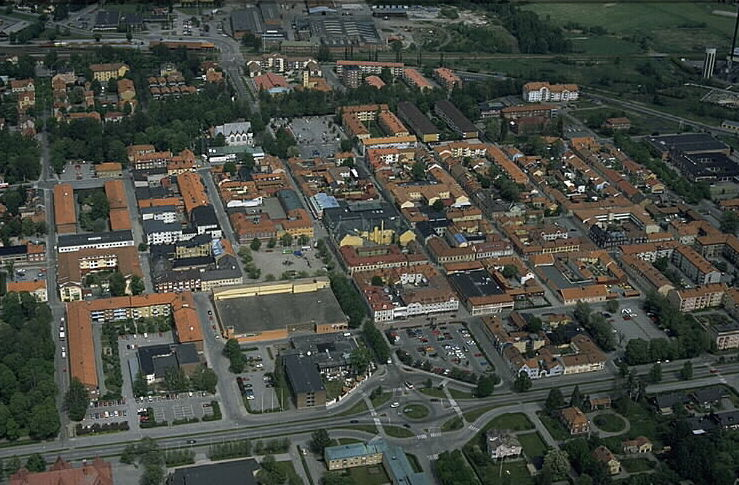
Flygfoto över Sala från 1996.

### Stadsplanen
Sala stad grundades 1624 och kom att förläggas en bit från gruvbyn, på en slätt söder om Lillån. Stadsplanen ritades av en holländare, Johan Carels, som även ritat stadsplanerna för Borås stad och Säters stad. Staden anlades med fyra gator i öst–västlig riktning och tio i nord–sydlig. Kvarteren fick kvadratiska eller rektangulära former, och staden kallas ibland för rutnätsstaden. 

### De centrala kvarteren
De centrala delarna av Sala har kvar mycket av äldre bebyggelse. Få byggnader av betydelse har rivits, mest känd var stadshotellet belägen vid Stora torgets södra sida, uppfört tidigt 1880-tal, som revs 1969.
Vid Stora torget stod tidigare stadens vattenbrunn, där man hämtade sitt vatten. På torgets norra sida återfinns Sala rådhus bredvid och sammanbyggt med kommunhuset. Östra sidan av torget upptas av Sparbankshuset, uppfört 1902 och ritat av Erik Lallerstedt. Ursprungligen låg banken på övre planet med butiker på bottenplanet. I huset finns även några lägenheter.
I området väster om torget återfinns Kristina kyrka. Mot kyrkan norr därom går Magasingatan med hus från 1700- och 1800-talen, ett med hårdstampat jordgolv. Vid Augéligatan ligger Bellanderska huset, uppfört under 1760-talet troligen av bergmästaren A. R. Bellander. Vid samma gata finns även Gysingegården, uppförd 1866–1868 av bergslagsläkaren O. V Lundberg. I Gysingegårdens bottenvåning låg en flickskola till 1905, och huset har även senare använts för skolverksamhet.
Området öster om torget består av något enklare bebyggelse. I dessa kvarter fanns tidigare många hantverkare, numera finns här många små butiker och matställen.
Strax söder om den centrala bebyggelsen ligger Sala tingshus, uppförd 1958-60 av stadsarkitekten Sven Jonsson.

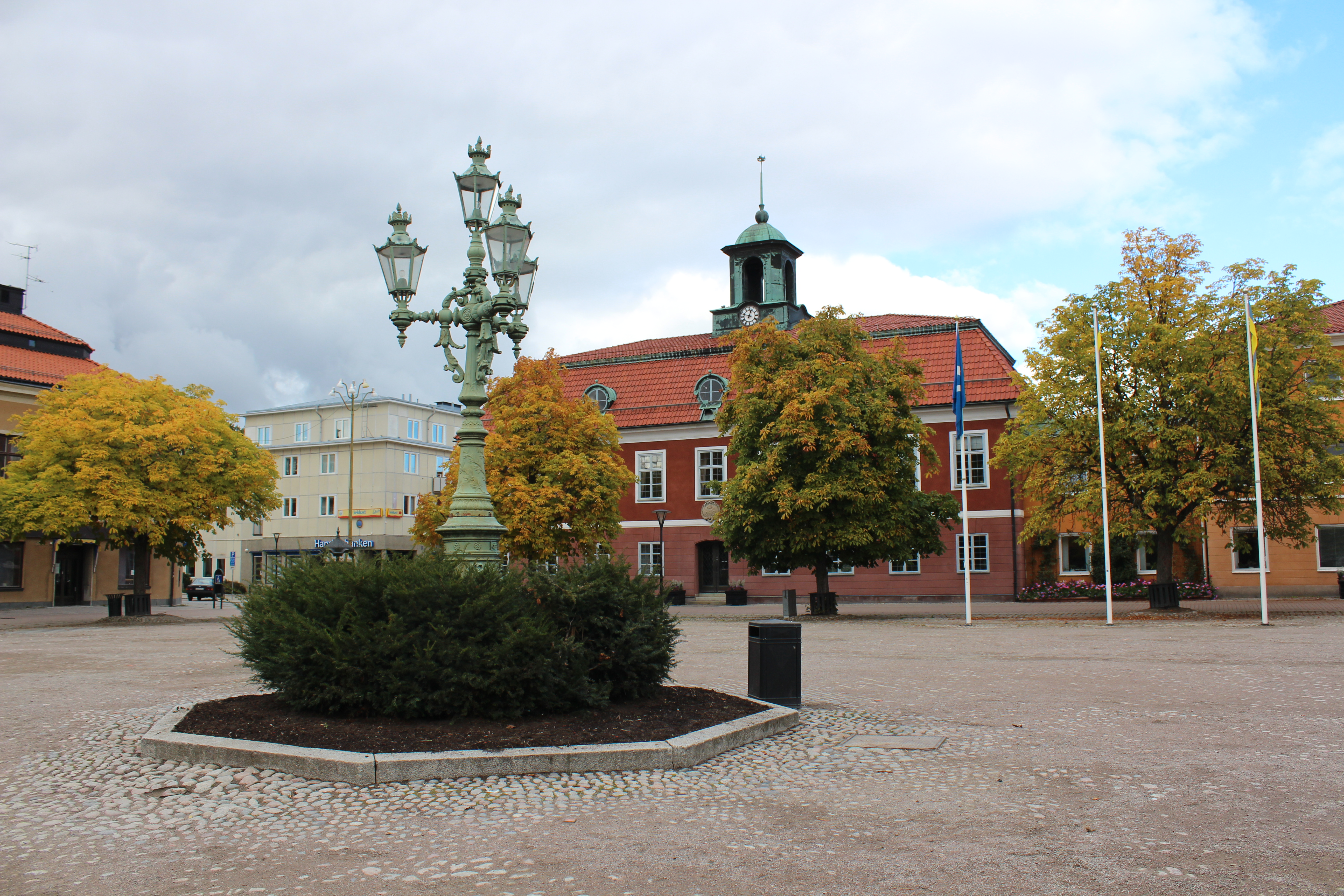
Stora torget med rådhuset med kommunhuset till höger.
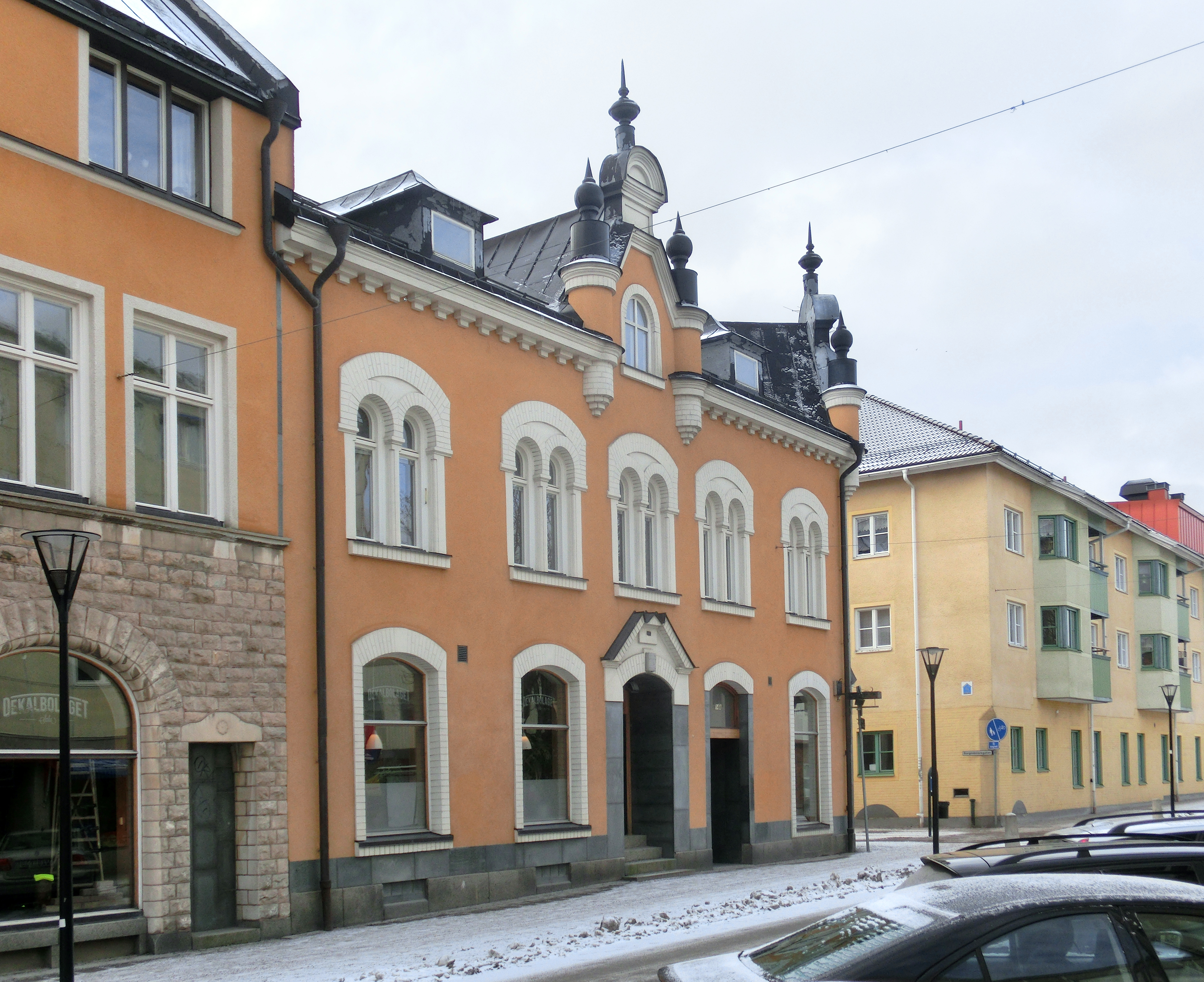
Drottninggatan 14.
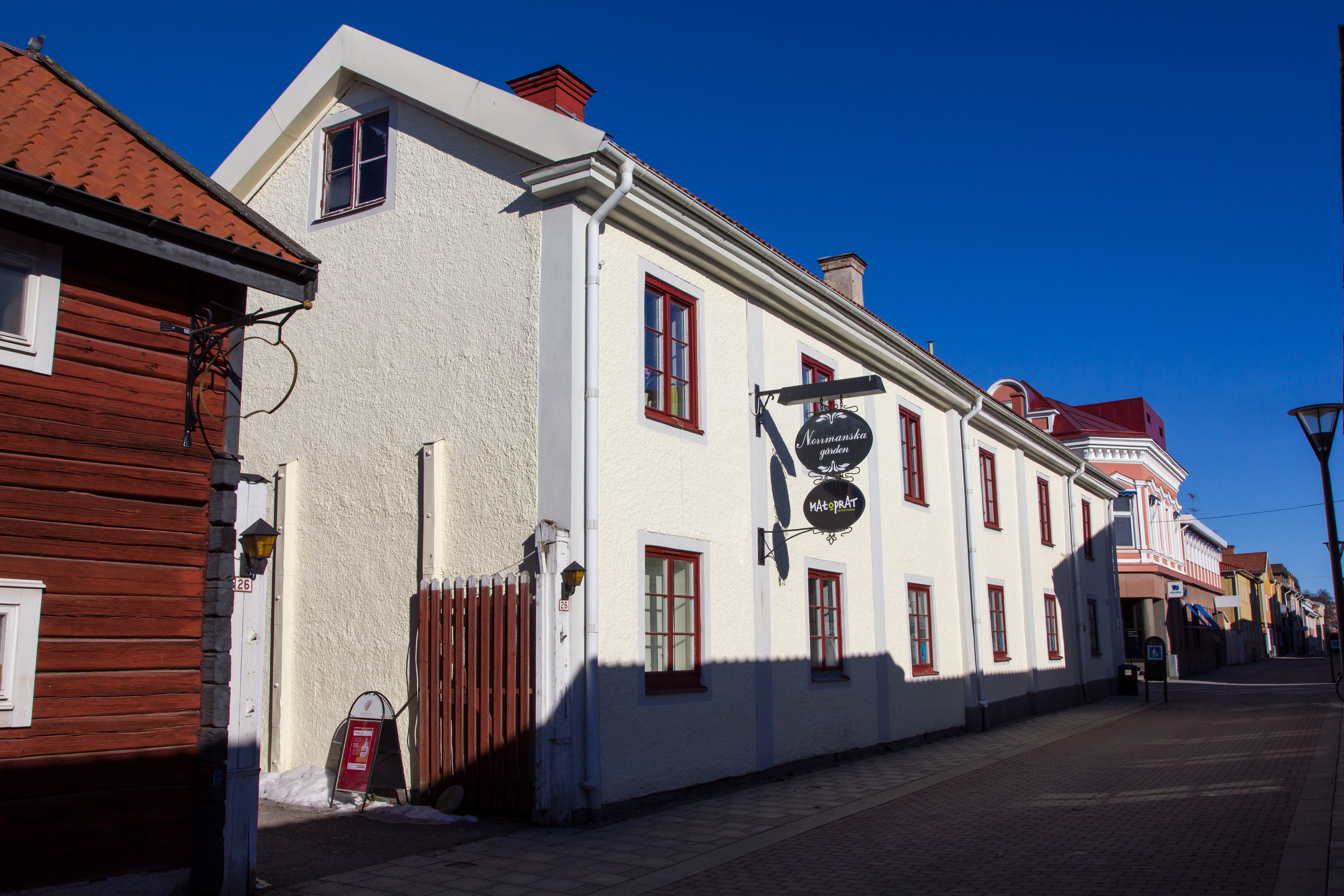
Normanska gården i kvarteren öster om torget.
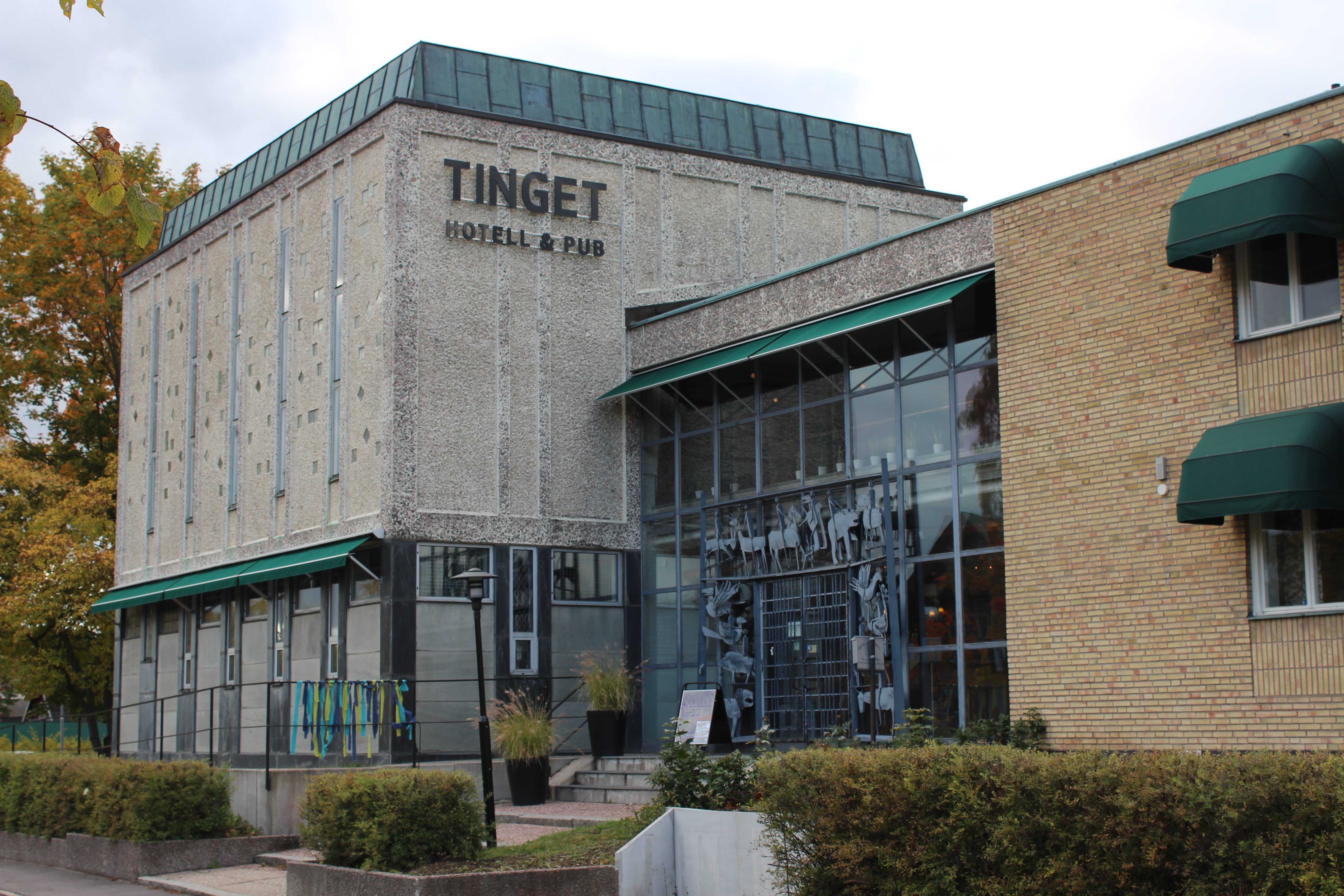
Sala tingshus.

### Utmed Lillån
Uppströms, nordväst om centrum, ligger Väsby kungsgård som sedan 1600-talet använts som bergmästarboställe. Ån bildar närmare staden Ekebydamm, i vars utlopp det funnits en kvarn, nerbrunnen 1964.
Söder om Ekebydamm, väster om Kristina kyrka och Ekebyskolan,  ligger stadsparken, anlagd 1929, skapad av stadsträdgårdsarkitekten John E. Lantz. Den består av en del anlagd som fransk park och en del som engelsk park. Genom parken rinner ett utloppskanal från gruvan, som 1827 gjordes i ordning med en sluss. Den användes av mansdrivna pråmar som forslade malm från gruvan till en omlastningsplats norr om dammen.
Vid ån, efter dammens utlopp och norr om den centrala staden ligger först vid norra stranden Ivan Aguélis plats, en liten park med en brunn och ett minnesmärke över Ivan Aguéli. Söder om ån vid Smedjebroplan ligger sedan Fribergska huset, en tvåvåningsbyggnad med reveterad fasad uppför 1922, som ägts av stadsläkaren Carl Friberg.
Strax söder om ån ligger vid Norra Esplanden Missionskyrkan, uppförd 1902–03. Den är i jugendstil och utformades för att kunna rymma 800 personer. Norr om ån vid samma gata ligger Aguélimuseet och öster om detta Salas tidigare varmbadhus, uppfört på 1920-talet, och numera en samlingslokal med namnet Blå salen.

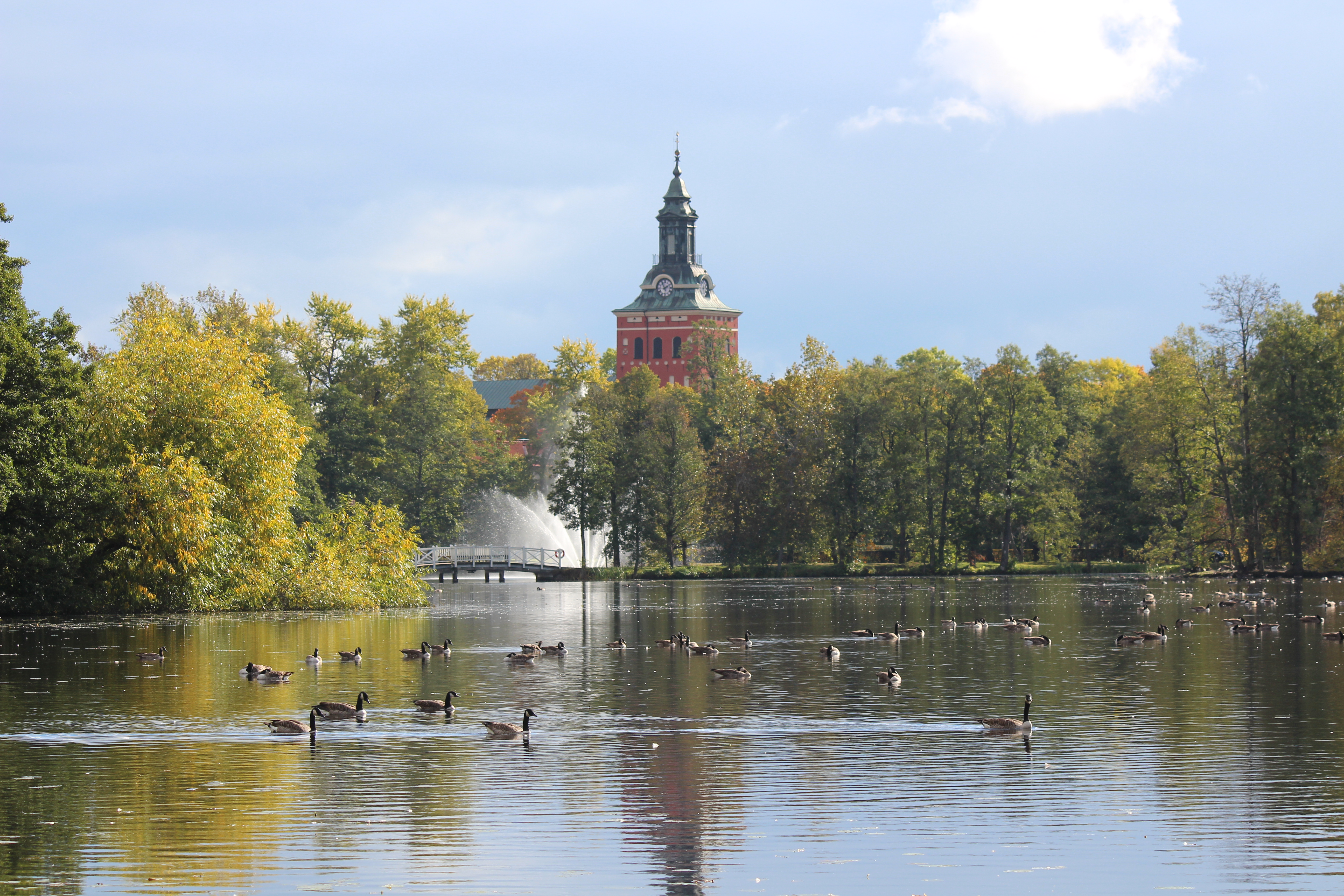
Stadsparken, Kristina kyrka i bakgrunden
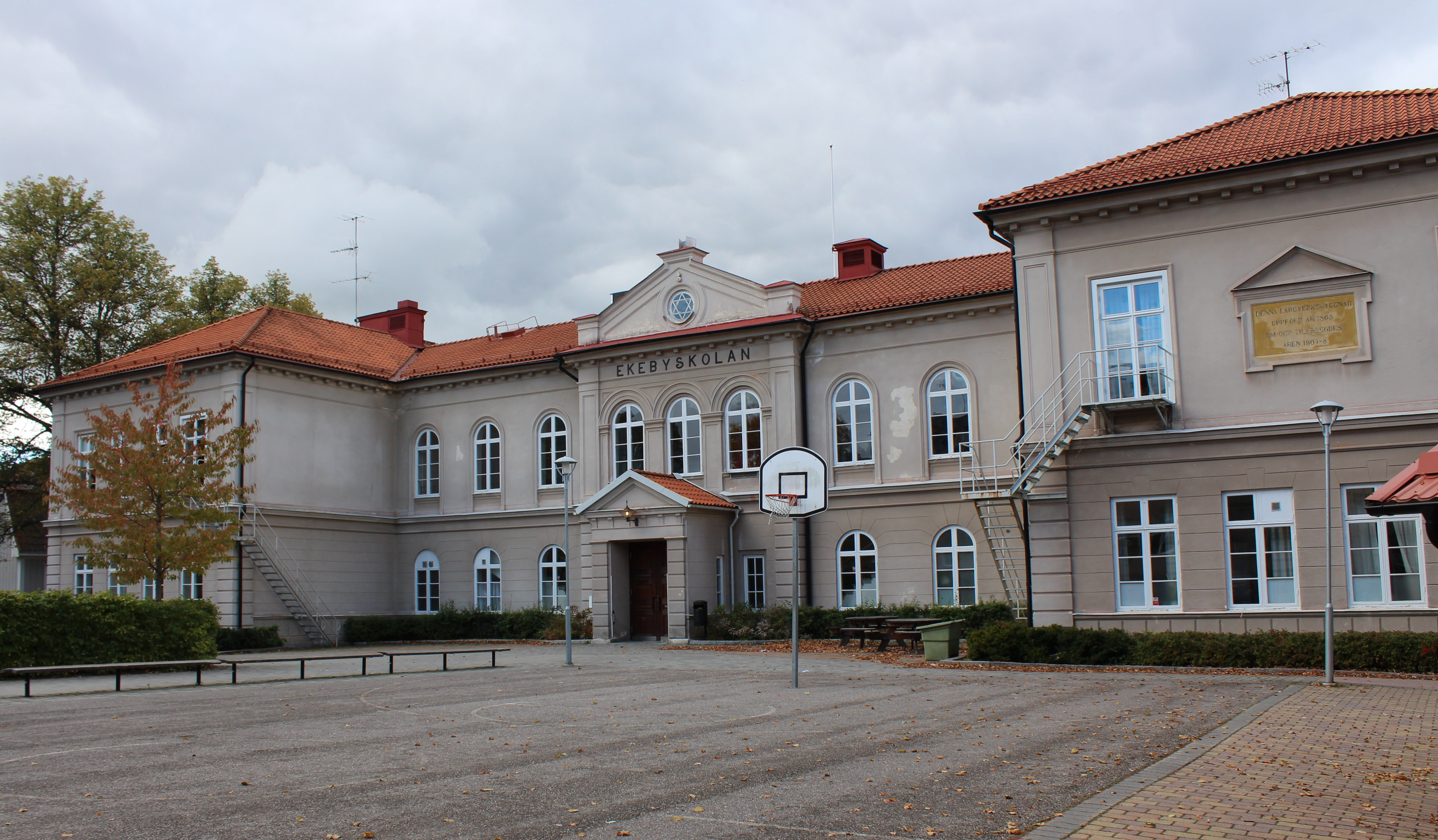
Ekebyskolan
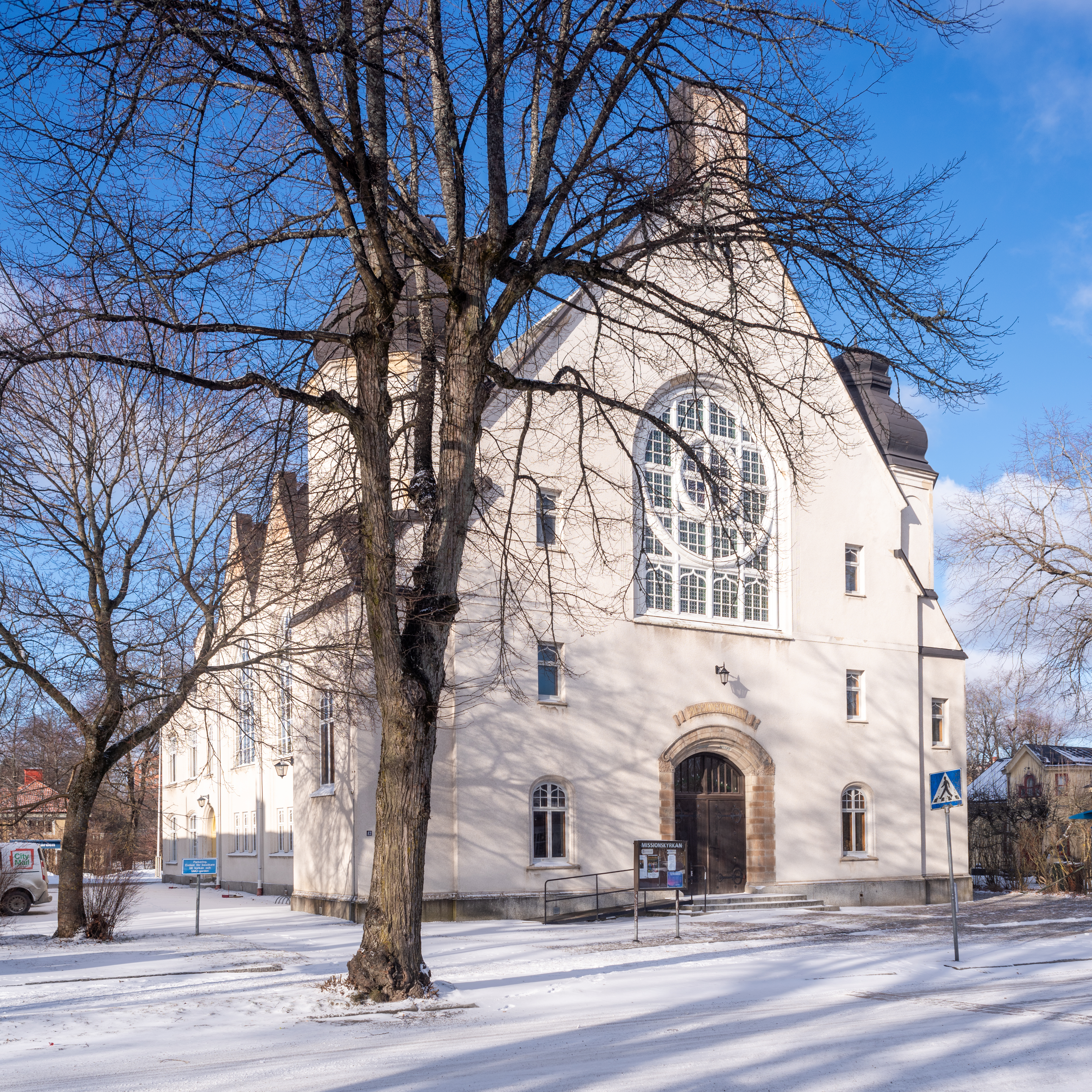
Missionskyrkan
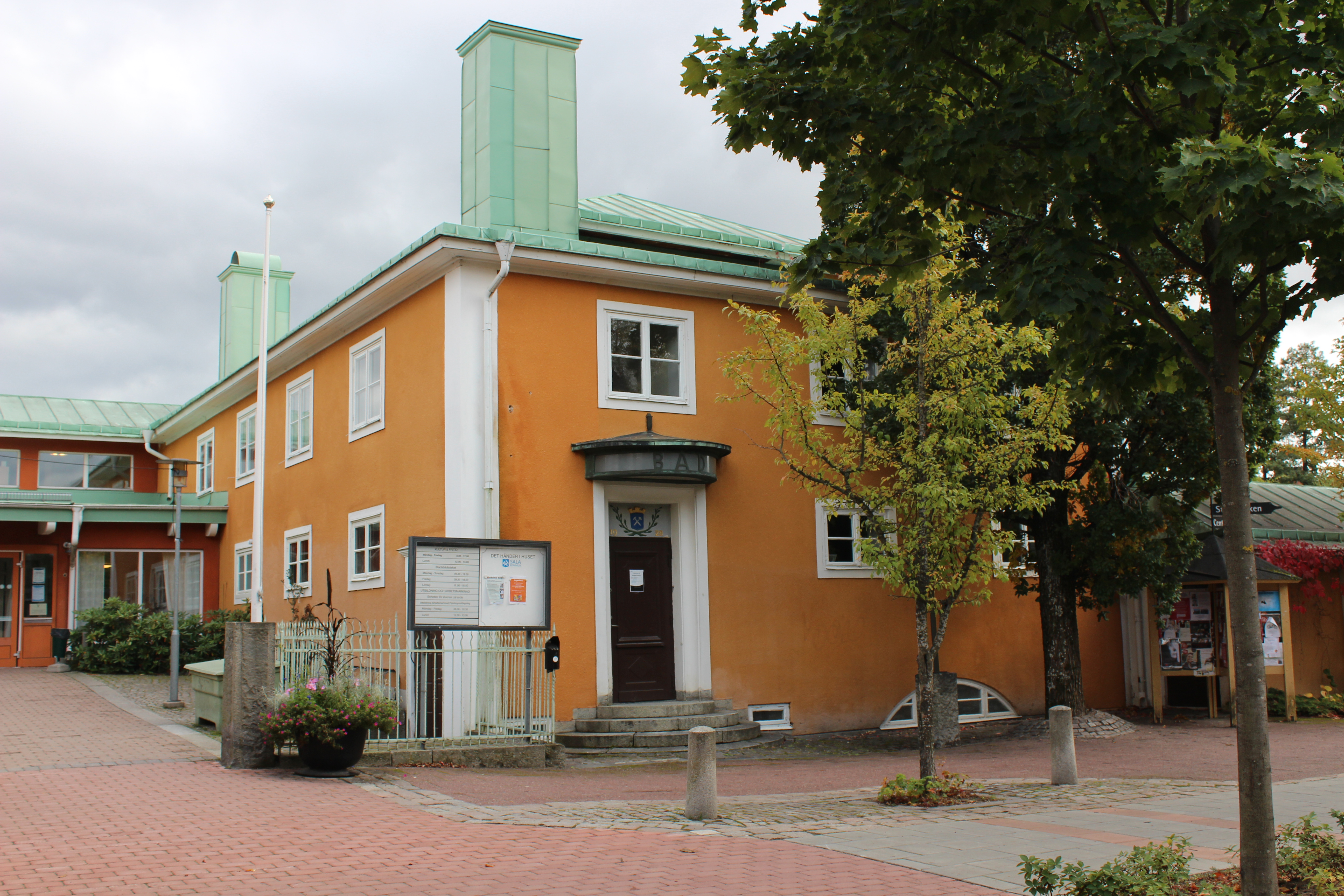
Varmbadshuset

### Byggnader utanför de centrala delarna
Söder om den sammanhängande stadsbebyggelsen ligger Sala silvergruva, vars verksamhet präglat orten. 
Mellan gruvan och staden ligger Jakob Mats kvarn vid kanalen som nämns ovan. En bit söder om denna ligger gamla vattentornet, ritat av Agnes Magnell, använt från 1903 till 1962.
Väster om staden ligger Måns-Ols, en badanläggning och ett värdshus med kägelbana. Här finns även Lilla Istanbul där konstnären Jan-Erik Svennberg uppfört en modell med ståhöjd, kallad Blå moskén, från moskén med detta namn i Istanbul.
Nordost om Sala återfinns Sala sockenkyrka, som är från 1300-talet och användes för Sala socken, efter staden anlagts.

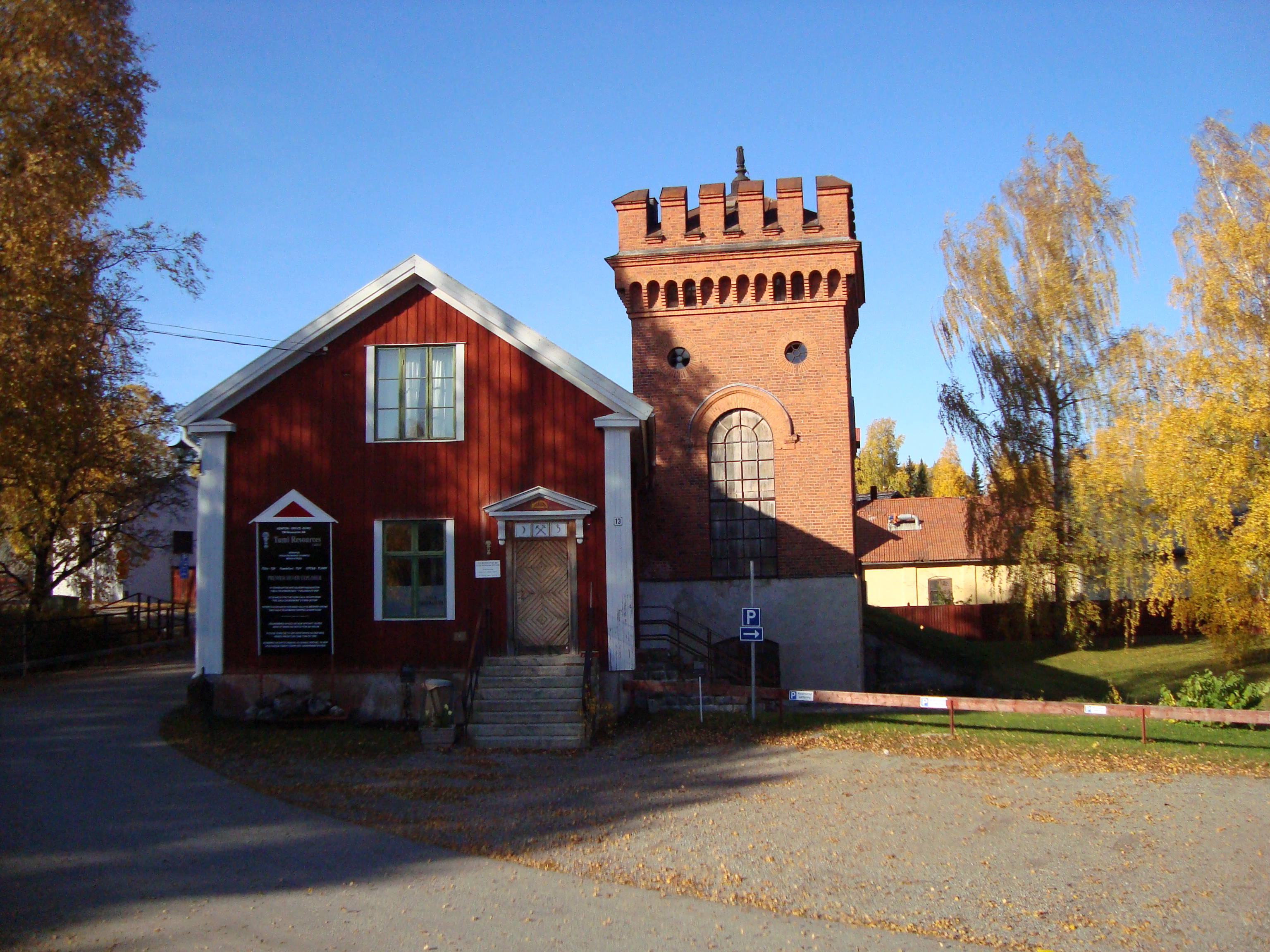
Gruvkontoret vid Sala silvergruva
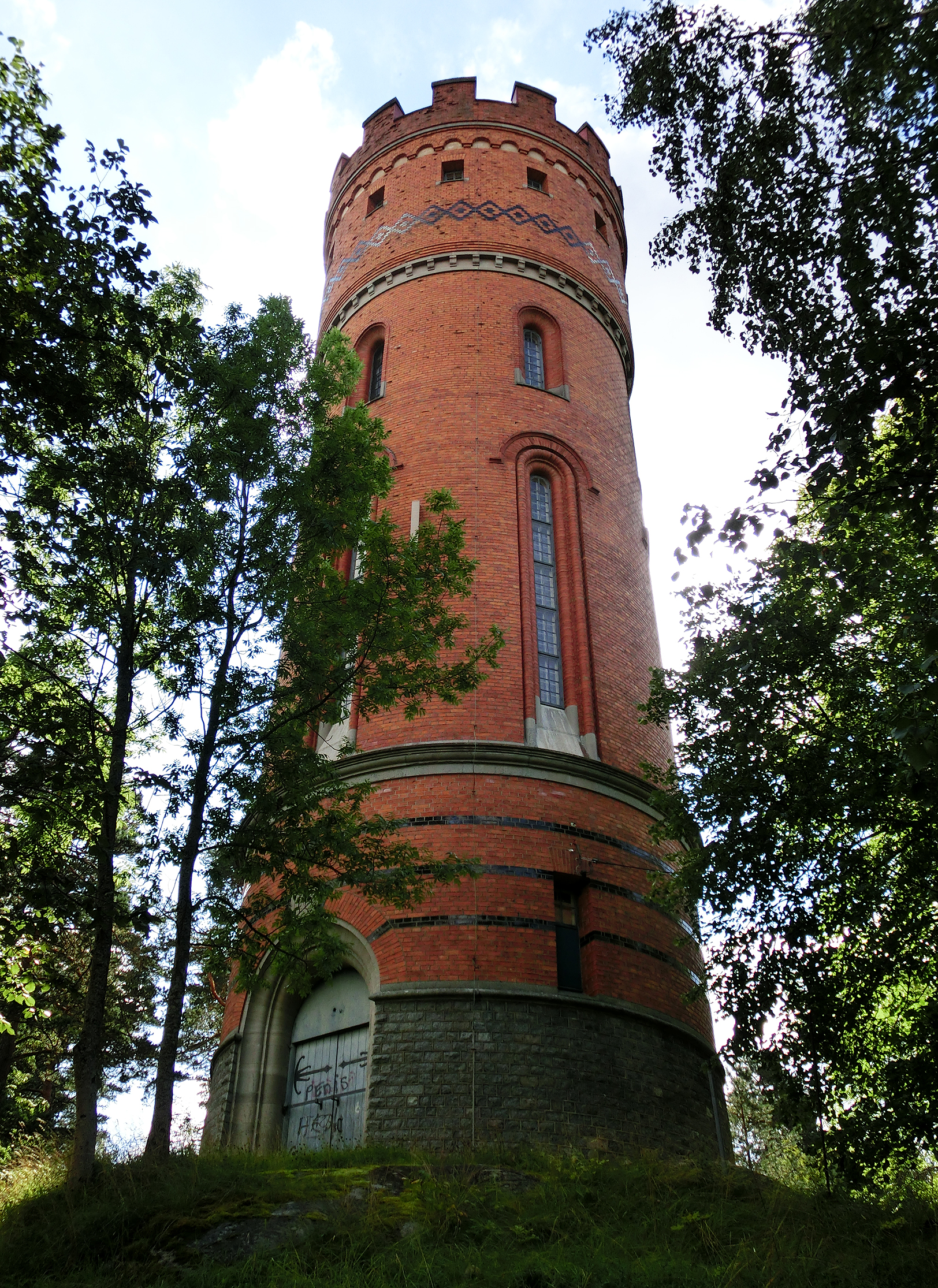
Sala vattentorn
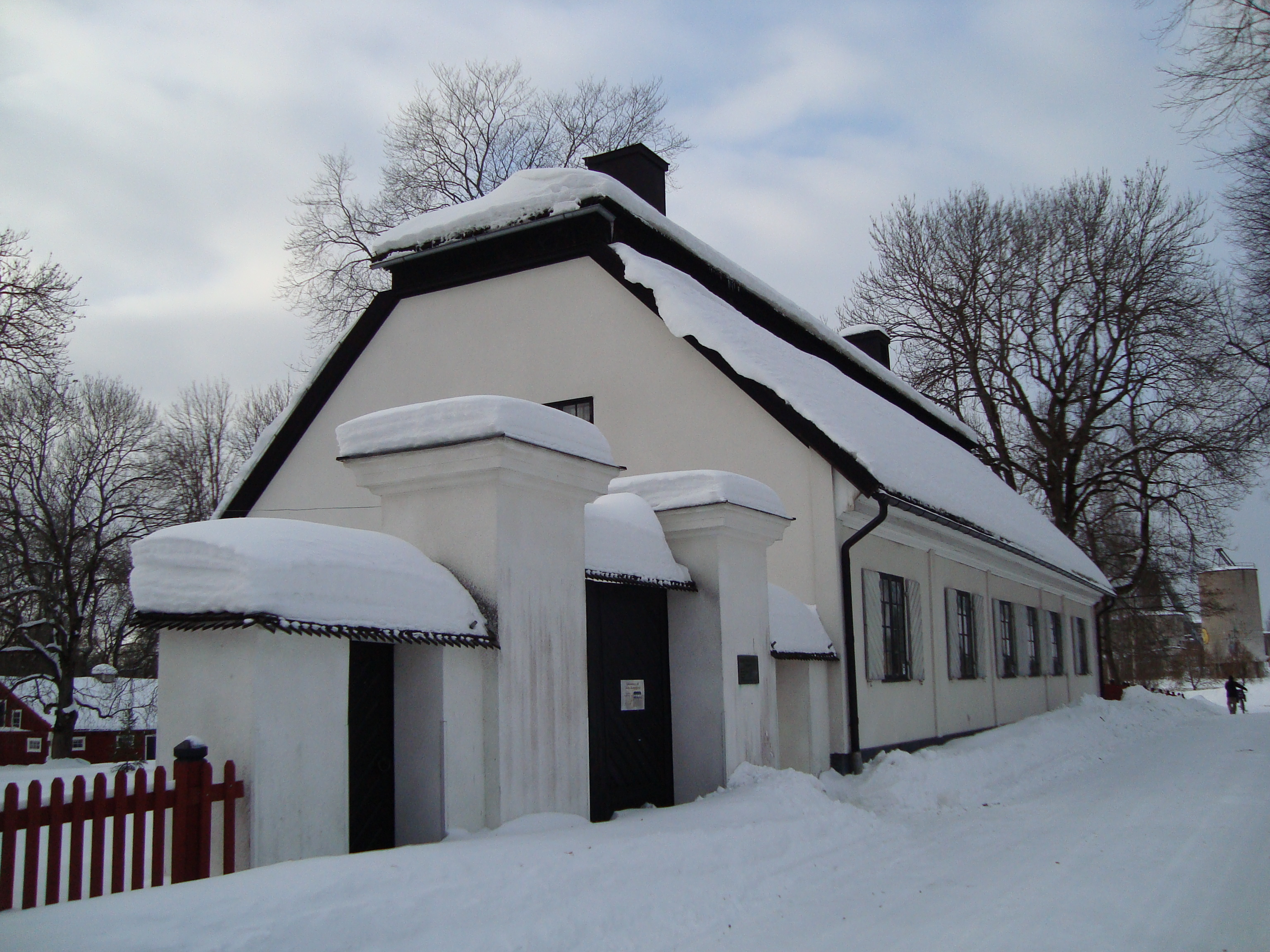
Väsby kungsgård
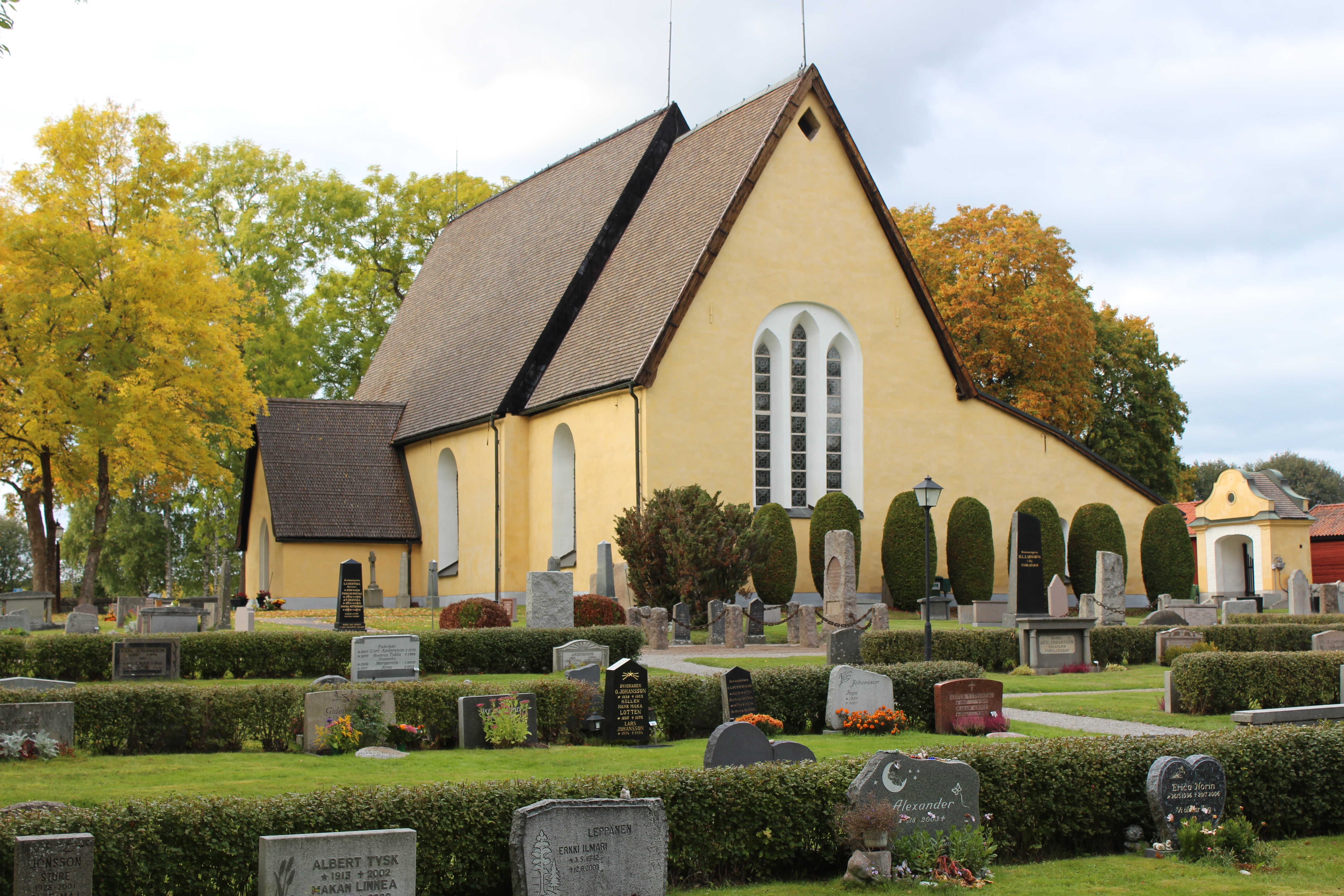
Sala sockenkyrka
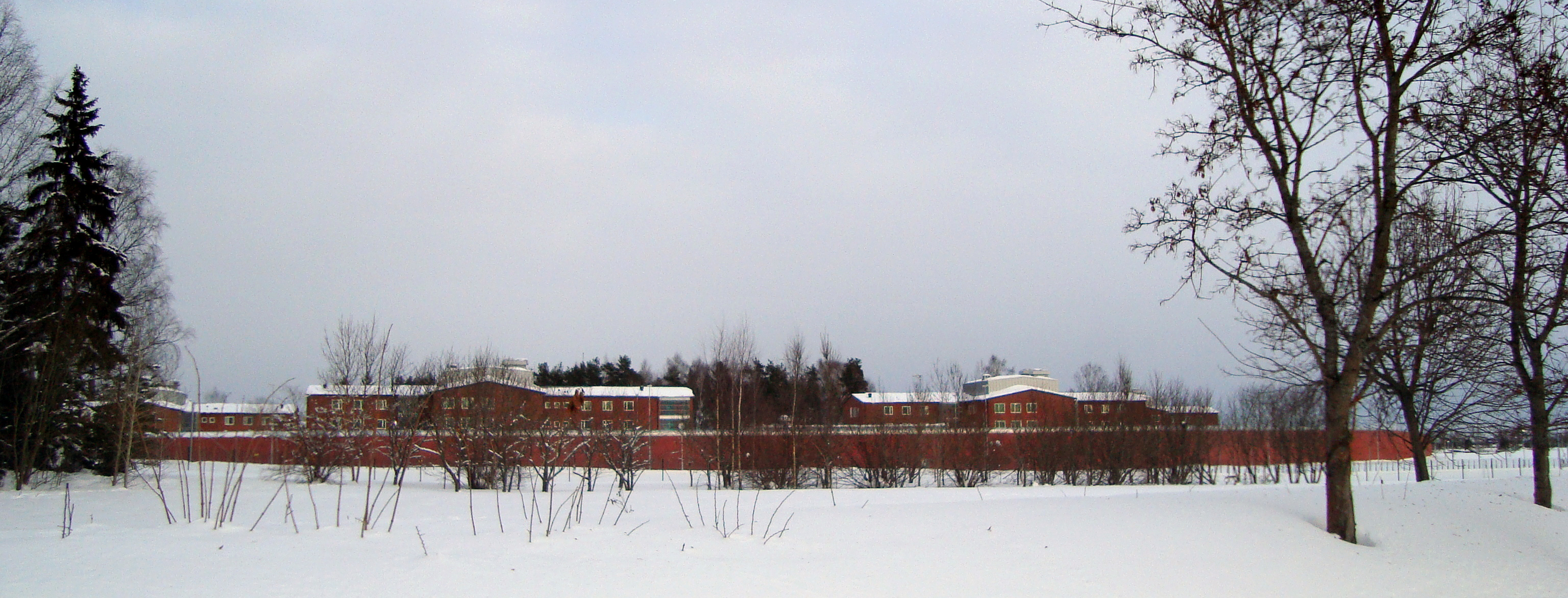
Salbergaanstalten år 2010.

## Kommunikationer

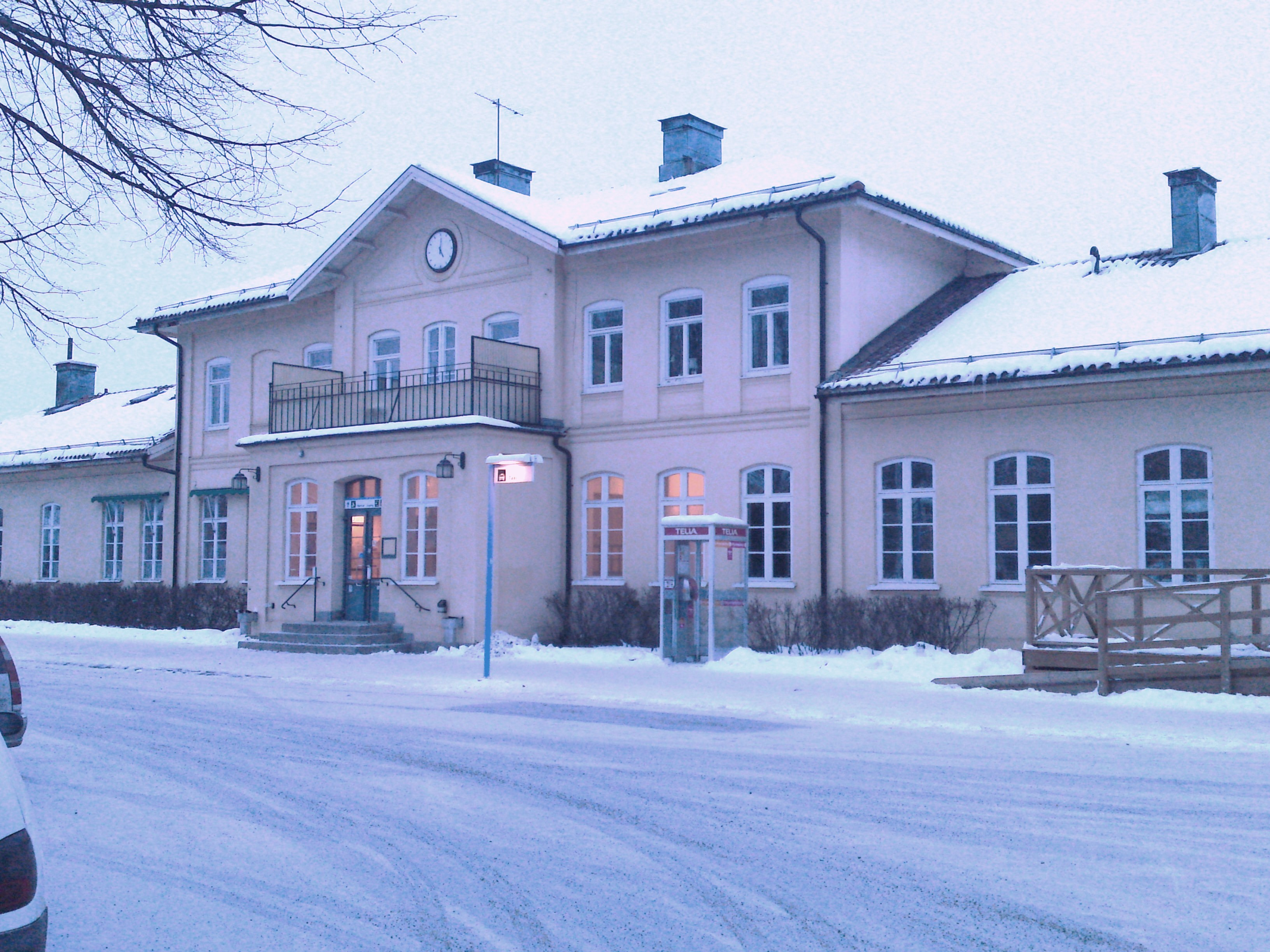
Järnvägsstationen i Sala.

Sala är en järnvägsknut mellan Dalabanan, linjen Sala–Oxelösund och tidigare även den numera upprivna Sala–Gysinge–Gävle järnväg med en järnvägsstation strax norr om den centrala staden. SJ kör tåg nordväst till Mora och Falun via Avesta Krylbo och Borlänge samt sydöst till Stockholm via Uppsala. Mälartåg kör regionaltåg till Uppsala, Västerås, Eskilstuna, Norrköping och Linköping (Uven-tåget). VL och till viss del UL har ansvaret för kollektivtrafiken med buss och de viktigaste busslinjerna är VL-linje 569 mot Västerås och UL-linje 848 mot Uppsala via bland annat Heby. I Sala finns en stadsbusslinje, Silverlinjen i VL:s regi och körs vardagar och lördagar i olika slingor i staden. Närmaste flygplats för utrikesflyg är Stockholm-Västerås flygplats annars nås Arlanda under en timme med tåg eller med bil. Vid Sala möts riksväg 70, riksväg 72 och riksväg 56. Bussarna inom kommunen är avgiftsfria sedan 2018.

## Näringsliv
Trots att gruvan sedan länge är tagen ur bruk är den en mycket stor tillgång för staden, då den i dag är en stor turistattraktion med många besökare. Under senare år har dock intresset för gruvan och Sala återigen ökat, då nya silverfyndigheter har hittats. Runt om i Salatrakten och kring gruvan görs provborrningar i syfte att hitta ytterligare silverfyndigheter. Runt Sala finns också många gamla kalkbrott
Sala har även maskinindustri med bl.a. Metso som en av arbetsgivarna.
År 2007 öppnade fängelset Salbergaanstalten i Sala.

### Bankväsende

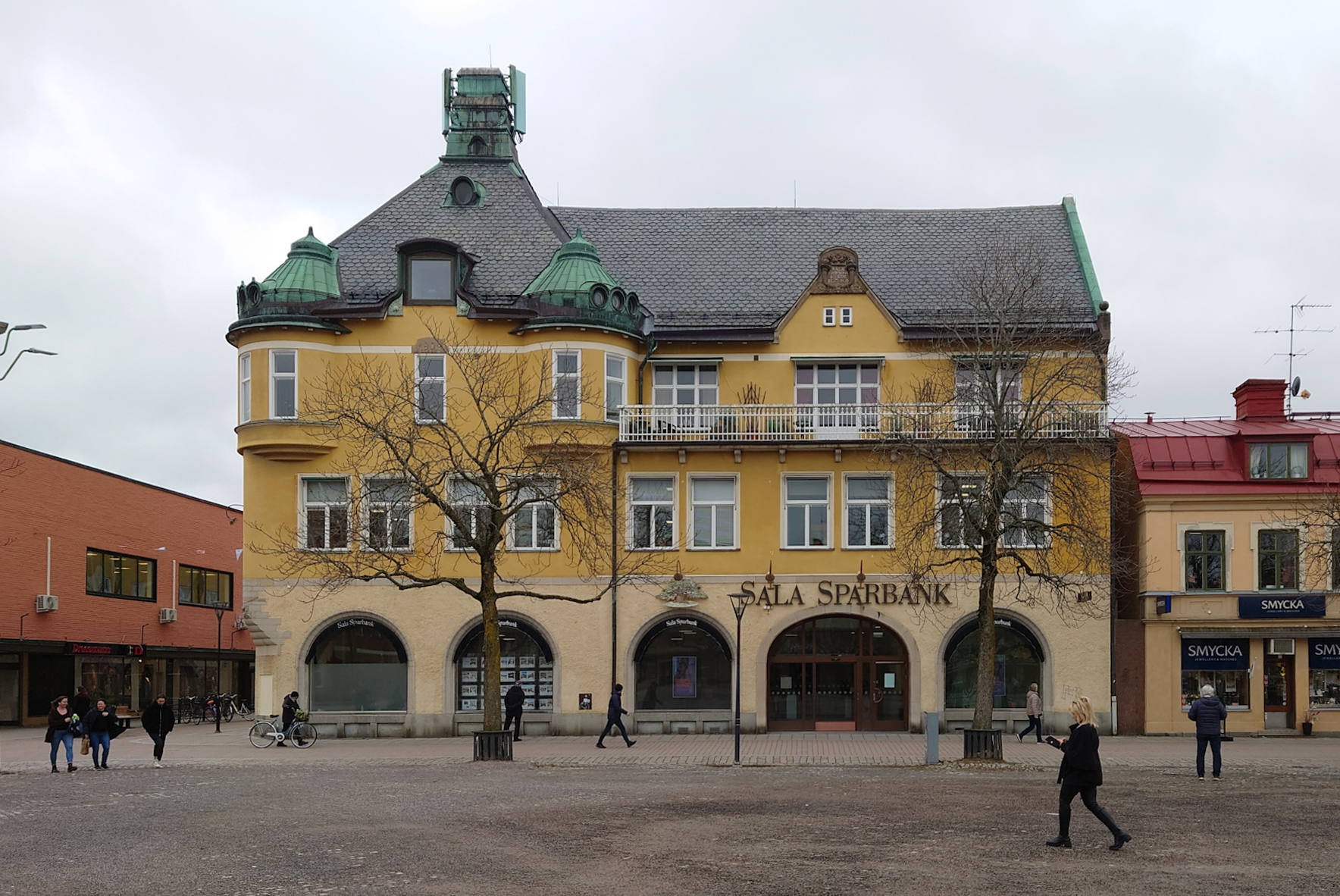
Sparbankshuset, vid Stora torget i Sala.

Sala sparbank grundades år 1828 och är alltjämt fristående. Sala har också haft ett sparbankskontor tillhörande Västmanlands läns sparbank.
Mälareprovinsernas enskilda bank öppnade ett avdelningskontor i Sala år 1862. I januari 1866 tillkom ett kontor för Upplands enskilda bank. Senare tillkom ett kontor för Gävleborgs handelsbank som snart gick upp i Norrlandsbanken. Norrlandsbanken och Mälarbanken uppgick så småningom i Svenska Handelsbanken. Även Svenska lantmännens bank hade ett kontor i Sala, liksom dess efterföljare Jordbrukarbanken och PKbanken.
Nordea stängde kontoret i Sala år 2017. Därefter fanns sparbanken och Handelsbanken kvar.

## Kända Salabor och bördiga ifrån Sala
- Ivan Aguéli, konstnär, orientalist, född i Sala som John Agelii.
- Jörgen Westholm, travprofil och framgångsrik entreprenör och Salas ambassadör, född i Möklinta och bosatt i Sala
- Jacob Ericksson, skådespelare, född i Sala.
- Erik Ersberg, hockeyspelare.
- Lena Hjelm-Wallén, socialdemokratisk politiker, född och bosatt i Sala.
- Martin Kristenson, skribent och bibliotekarie, uppvuxen i Sala.
- David Nessle, svensk serieskapare och författare bördig från Sala.
- Sigvard Nilsson-Thurneman, ledaren för Salaligan är född i Sala.
- Bertil Norström, skådespelare, född i Sala.
- Lasse O'Månsson, författare, redaktör och komiker född i Sala.
- Jöran Persson, ämbetsman åt bland annat Erik XIV.
- Gustaf Torrestad, sångare född i Sala.
- Carl Magnus Wrangel, överhovpredikant.
- Emil Almén, skådespelare född i Sala.
- Erik Wallenberg, Tetrapackens uppfinnare. Född i Sala 1915.
- Johannes Wanselow, skådespelare bördig från Sala.
- Fouad Youcefi, undersökande journalist uppväxt i Sala.
- Moa Wallin, satiriker och radiopratare uppväxt i Sala.

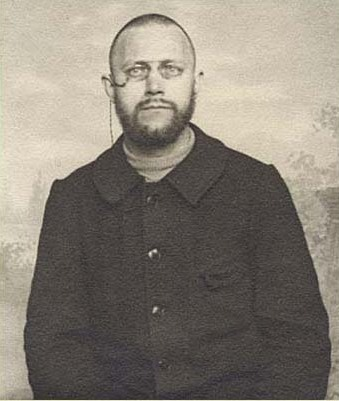
Ivan Aguéli
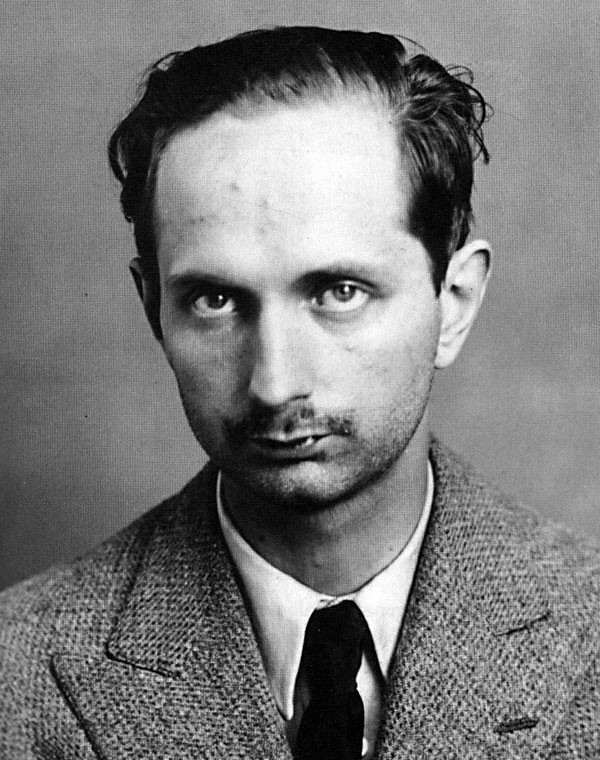
Sigvard Nilsson-Thurneman
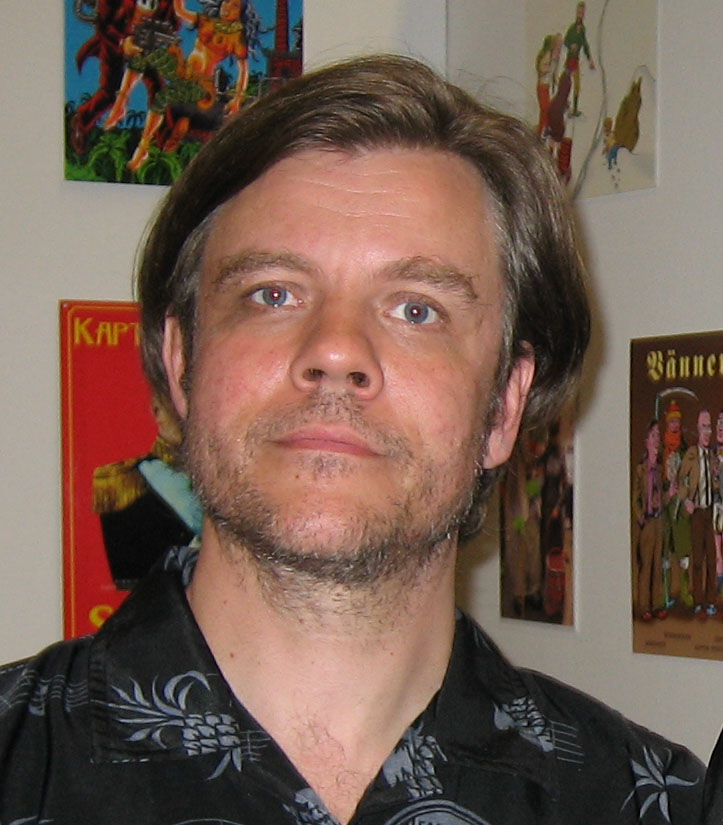
David Nessle
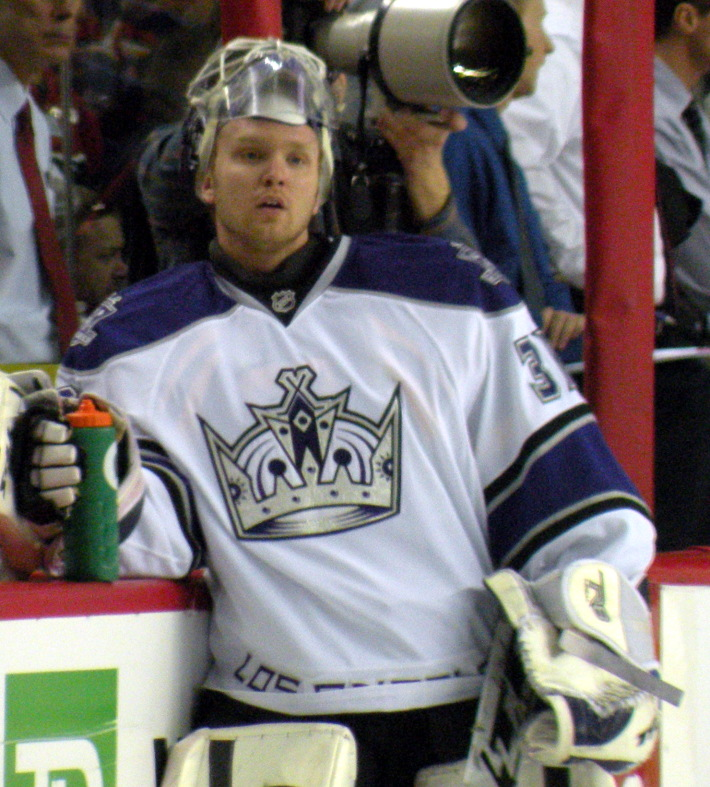
Erik Ersberg